# 1999年の日本プロ野球
1999年の日本プロ野球（1999ねんのにほんぷろやきゅう）では、1999年の日本プロ野球（NPB）における動向をまとめる。

## できごと

### 1月
- 1月4日 - ヤクルトスワローズがクリーブランド・インディアンスのジェイソン・ハッカミー、ピッツバーグ・パイレーツのマーク・スミス、シンシナティ・レッズのロベルト・ペタジーニの獲得を発表[1]。
- 1月7日 - オリックス・ブルーウェーブが新外国人選手としてイタリアのポール・ゴンザレスの獲得を発表。背番号は53[2]。
- 1月20日 - 千葉ロッテマリーンズがサンディエゴ・パドレスのディーン・ハートグレイブスの獲得を発表。背番号は45[3]。
- 1月21日
  - 読売ジャイアンツがサムスン・ライオンズのホセ・パーラの獲得を発表。登録名は「ホセ」で背番号は42[4]。
  - 西武ライオンズが1996年にメジャーリーグに移籍した前田勝宏を任意引退から自由契約に変更したと発表[5]。
- 1月28日 - 中日ドラゴンズが初の中国出身のプロ野球選手となる呂建剛と3年契約したと発表。背番号は69[6]。
- 1月29日
  - 野球体育博物館は、1999年度の野球殿堂表彰者を発表。競技者表彰では中西太、広瀬叔功、古葉竹識、近藤貞雄。特別表彰では吉國一郎が選出された[7]。
  - オリックスは前年のドラフト会議で1位指名した新垣渚の獲得断念を表明[8]。

### 2月
- 2月2日 - オリックスがC・D（クリス・ドネルス）の登録名を「ドネルス」に変更、ウィリー・バンクスの登録名を「ウィリー」にしたと発表[9]。
- 2月14日 - オリックスが前モントリオール・エクスポズのロベルト・ペレスと正式契約したと発表。背番号は44[10]。

### 3月
- 3月5日 - 近鉄バファローズが4月1日より球団名を「大阪近鉄バファローズ」に改称すると発表[11]。
- 3月20日 - 1997年シーズン中からドーム化工事を進めてきた西武ドームが完成し、こけら落としとなる西武対巨人のオープン戦が開催される。球場の第1号ホームランは巨人の松井秀喜が放つ。

### 4月
- 4月2日 - プロ野球セ・リーグが開幕。
- 4月3日
  - プロ野球パ・リーグが開幕[12]。
  - 西武の西口文也が西武ドームでの対日本ハム1回戦に1-0で完封し、パ・リーグでは西鉄の稲尾和久が1961年、62年と達成して以来の2年連続開幕戦完封[13]。
- 4月7日
  - 西武の松坂大輔が東京ドームでの対日本ハムファイターズ2回戦にプロ入り初登板。8回2失点の好投でプロ初勝利。高卒新人が4月に勝利投手となったのは66年の巨人・堀内恒夫以来33年ぶり[14]。
  - 巨人がピッツバーグ・パイレーツのエルマー・デセンスの入団を発表。登録名は「デセンス」で背番号は67[15]。
- 4月8日 - 阪神タイガースの八木裕が広島市民球場での対広島東洋カープ3回戦の九回表に代打で登場し、プロ通算1000試合出場を達成[16]。
- 4月11日 - 中日は阪神甲子園球場での対阪神1回戦に延長10回6-3で勝ち、セ・リーグタイ記録の開幕7連勝。1963年中日以来36年ぶり[17]。
- 4月12日 - 中日はナゴヤドームでの対ヤクルト1回戦に6-1で勝ち、セ・リーグ新記録となる開幕8連勝[18]。
- 4月13日 - 横浜ベイスターズの佐々木主浩が甲子園球場での対阪神1回戦でシーズン初セーブを挙げ、プロ野球史上初の通算250セーブポイントを達成[19]。
- 4月14日
  - 福岡ドームでの福岡ダイエーホークス対日本ハム2回戦で2リーグ制後のプロ野球新記録となる1試合両チーム計13二塁打。日本ハム8本、ダイエー5本を記録[20]。
  - ロッテのフランク・ボーリックが千葉マリンスタジアムでの対オリックス4回戦の8回裏に徳元敏から初打席本塁打を記録。史上38人目で、外国人選手としては14人目[21]。
- 4月15日
  - 中日はナゴヤドームでの対ヤクルト3回戦に3-0で勝ち、1969年以来球団史上30年ぶりとなる10連勝を記録[22]。
  - 福岡ドームでのダイエー対日本ハム3回戦で1979年5月12日の日本ハム対ロッテ戦と並ぶパ・リーグタイ記録の1試合両チームで計7与死球。日本ハム5、ダイエー2[23]。
- 4月16日 - 中日は東京ドームでの対巨人1回戦に6-1で勝ち、1954年の西鉄に並ぶ開幕11連勝を記録[24]。
- 4月17日 - 中日は東京ドームでの対巨人2回戦に3-7で敗れ、開幕からの連勝は11で止まる[25]。
- 4月18日 - 阪神の和田豊が福岡ドームでの対ヤクルト3回戦に出場し、プロ通算1500試合出場を達成。史上125人目[26]。
- 4月20日 - オリックスのイチローが東京ドームでの対日本ハム1回戦の九回表に3号2点本塁打を打ち、プロ通算1000安打を達成[27]。
- 4月24日 - 広島の金本知憲が広島市民球場での対中日5回戦でサイクル安打を達成[28]。
- 4月27日
  - 中日の井上一樹が長良川球場での対阪神2回戦の四回裏に左前安打を打ち、1954年のラリー・レインズと並ぶ歴代2位タイの開幕20試合連続安打を記録[29]。
  - 横浜の荒井幸雄が横浜スタジアムでの対広島2回戦に代打で出場し、プロ通算1000試合出場を達成。史上349人目[30]。
- 4月29日
  - 近鉄の前川勝彦がグリーンスタジアム神戸での対オリックス6回戦の八回裏に5者連続与四球のプロ野球ワーストタイ記録[31]。
  - 中日の井上一樹がナゴヤドームでの対阪神4回戦で4打数無安打に終わり、開幕からの連続試合安打は21で止まる[32]。
  - ダイエーの小久保裕紀が東京ドームでの対日本ハム6回戦の3回表に4号本塁打を放ち、プロ通算100本塁打を達成。史上202人目[33]。
- 4月30日
  - ダイエーの球団社長の根本陸夫が心筋梗塞のため入院先の福岡市内の病院にて0時7分死去[34]。
  - ヤクルトの高橋智が明治神宮野球場での対横浜4回戦の9回裏に6号本塁打を放ち、プロ通算100本塁打を達成。史上203人目[35]。

### 5月
- 5月1日 - ダイエーの吉永幸一郎が福岡ドームでの対日本ハム4回戦に5番・指名打者で出場し、プロ通算1000試合出場を達成[36]。
- 5月8日 - 広島の佐々岡真司が広島市民球場での対中日8回戦に先発し、ノーヒットノーランを達成[37]。
- 5月14日 - 千葉マリンスタジアムでのロッテ対日本ハム6回戦でロッテの園川一美が先発し4回を投げプロ通算1500投球回を達成[38]。日本ハムの田中幸雄が一回表に園川から7号2点本塁打を打ち、プロ通算200本塁打を達成[39]。
- 5月16日 - 中日の光山英和と巨人の吉原孝介の交換トレードが成立したと中日、巨人両球団が発表[40]。
- 5月19日 - 広島の野村謙二郎が米子市民球場での対阪神8回戦の5回裏に安打を放ち、プロ通算1500安打を達成。史上77人目[41]。
- 5月21日 - 巨人のバルビーノ・ガルベスが甲子園球場での対阪神6回戦の2回表にセ・リーグの投手として史上9人目の満塁本塁打を放つ[42]。
- 5月23日
  - 横浜の戸叶尚が横浜スタジアムでの対広島7回戦の一回表にセ・リーグ新記録となる1イニング6与四球[43]。
  - ロッテの初芝清が千葉マリンスタジアムでの対西武9回戦の9回裏に7号本塁打を放ち、プロ通算150本塁打を達成。史上108人目[44]。
  - 日本ハムの上田利治監督が東京ドームでの対近鉄11回戦の1回裏、シャーマン・オバンドーの併殺打でアウトになったことに抗議し、山本一塁塁審に暴言を吐き、現役時代を含めて初の退場処分となった[45]。

### 6月
- 6月1日 - 阪神の和田豊が甲子園球場での対横浜9回戦の一回裏に犠打を決め、プロ通算200犠打を達成[46]。
- 6月3日 - オリックスの小川博文がグリーンスタジアム神戸での対ダイエー11回戦に1番・遊撃で先発出場して五回裏二死二塁の打席で2号2点本塁打を打ち、プロ野球史上5人目となる全打順での本塁打を記録[47]。
- 6月4日
  - 巨人が元西武のドミンゴ・マルティネスの入団を正式に発表[48]。
  - 阪神の平塚克洋と西武の杉山賢人の交換トレードが成立したと阪神、西武両球団が発表[49]。
- 6月5日
  - オリックスのイチローが東京ドームでの対日本ハム11回戦で4打数4安打を放ち、通算100回目の猛打賞を達成。パ・リーグでは25人目[50]。
  - 巨人の清原和博が横浜スタジアムでの対横浜9回戦の3回表に村田真一の右犠飛で三塁から生還し、プロ通算1000得点を達成。史上29人目[51]。
  - 阪神の藪恵壹が神宮球場での対ヤクルト10回戦で先発して3回2/3を投げ、プロ通算1000投球回を達成。史上278人目[52]。
- 6月8日 - 巨人の柳沢裕一とオリックスの伊藤隆偉との交換トレードを両球団から発表[53]。
- 6月11日 - オリックスはダイエーの本拠地である福岡ドームで13日までダイエーと3連戦（12-14回戦）で主催試合。パ・リーグでは1976年にロッテが日本ハムの本拠地の後楽園球場で行って以来23年ぶり[54]。
- 6月12日 - 阪神の新庄剛志が対巨人戦（甲子園球場）の延長12回裏に槙原寛己の敬遠球を打ち、サヨナラ安打[55]。
- 6月19日 - 横浜のロバート・ローズが函館千代台公園野球場オーシャンスタジアムでの対ヤクルト13回戦の二回表に右前安打を打ち、プロ野球通算1000安打を達成[56]。
- 6月20日 - 札幌円山球場でのオリックス対近鉄13回戦は延長10回7-7で日没で引き分け。パ・リーグでは1997年6月21日同球場でのオリックス対西武戦以来2年ぶり[57]。
- 6月23日 - 広島の緒方孝市が神宮球場での対ヤクルト13回戦の一回表に15号本塁打を打ち、プロ通算100本塁打を達成[58]。
- 6月24日 - ダイエーの秋山幸二が東京ドームでの対日本ハム15回戦の二回表に7号2点本塁打を打ち、プロ通算3500塁打を達成[59]。
- 6月25日 - 巨人の仁志敏久が広島市民球場での対広島11回戦でサイクル安打を達成[60]。
- 6月26日 - 西武の中嶋聡が西武ドームでの対ダイエー15回戦に出場し、プロ通算1000試合出場を達成。史上351人目[61]。
- 6月30日 - 富山市民球場での横浜対広島11回戦で横浜は五回裏に球団新記録となる1イニング12点。横浜のロバート・ローズがサイクル安打を達成。3度の達成はプロ野球史上初[62]。

### 7月
- 7月6日 - オリックスのイチローがグリーンスタジアム神戸での対西武15回戦の九回裏に15号本塁打を打ち、プロ通算100本塁打を達成[63]。
- 7月9日 - 広島は東京ドームでの対巨人13回戦に1-7で敗れ、1993年以来6年ぶり10連敗[64]。
- 7月14日 - 西武がテリー・ブロスに戦力外通告[65]。
- 7月15日 - 横浜の石井琢朗が甲子園球場での対阪神16回戦の二回表に中前安打を打ち、プロ通算1000安打を達成[66]。
- 7月17日 - 広島の江藤智が神宮球場での対ヤクルト16回戦に出場し、プロ通算1000試合出場を達成[67]。
- 7月20日 - 近鉄のタフィ・ローズが大阪ドームでの対ロッテ16回戦の五回裏に29号2点本塁打を打ち、プロ野球通算100本塁打を達成[68]。
- 7月22日
  - 横浜スタジアムでの横浜対ヤクルト17回戦は横浜がヤクルトに22-11で勝利。合計得点33は1950年大洋対中日戦（28-5）に並ぶセ・リーグタイ記録。ゲーム打点32は50年中日対阪神戦の31を更新するセ・リーグ新記録[69]。横浜のロバート・ローズがセ・リーグタイ記録となる1試合10打点[70]。横浜の石井琢朗がプロ野球タイ記録となる1試合6得点[71]。
  - ダイエーの秋山幸二がグリーンスタジアム神戸での対オリックス19回戦の二回表二死から二塁盗塁を決め、プロ通算300盗塁を達成[72]。
  - 広島の前田智徳が甲子園球場での対阪神19回戦に出場し、プロ通算1000試合出場を達成。史上353人目[73]。
- 7月30日 - 巨人の松井秀喜が右脇腹痛のため、広島市民球場での対広島16回戦で先発から外れ、1995年5月30日の対ヤクルト戦から続いていた連続試合フルイニング出場が574試合で途切れた[74]。
- 7月31日 - 巨人が広島市民球場での対広島17回戦の1回表に広島の黒田博樹から高橋由伸が28号2点本塁打、ドミンゴ・マルティネスが8号本塁打。続く石井浩郎が安打で出塁した後、清水隆行が5号2点本塁打、二岡智宏が11号本塁打を放ち、球団で史上3度目の1イニング4本塁打を記録。また、黒田は1イニング4被本塁打のプロ野球タイ記録で史上12人目、セ・リーグでは7人目[75]。

### 8月
- 8月5日 - 日本ハムの山根和夫投手コーチがチームの投手陣不振を理由に辞表を提出、受理された[76]。
- 8月6日 - 日本ハムの上田利治監督が千葉マリンスタジアムでの対ロッテ15回戦に勝利し、監督として通算1300勝を達成。史上6人目[77]。
- 8月7日
  - 阪神の野村克也監督は、神宮球場での対ヤクルト18回戦の3回無死一・二塁の場面で犠打を決めた湯舟敏郎が一塁でアウトになったことに抗議し、小林毅二塁審に暴言を吐き、現役時代を含めて初の退場処分となった[78]。
  - 日本ハムの稲葉光雄二軍投手コーチが一軍に昇格することを発表[79]。
- 8月12日 - 広島の江藤智が横浜スタジアムでの対横浜20回戦でセ・リーグタイ記録の1試合10打点[80]。
- 8月13日 - 巨人のバルビーノ・ガルベスが横浜スタジアムでの対横浜17回戦の五回表に3号満塁本塁打を打ち、プロ野球史上初めて投手で1シーズン2本の満塁本塁打[81]。
- 8月15日 - 日本ハムの田中幸雄が東京ドームでの対西武21回戦に出場し、プロ通算1500試合出場を達成。史上126人目[82]。
- 8月17日 - 近鉄の香田勲男が西武ドームでの対西武19回戦の九回裏から登板し、プロ通算1000投球回を達成[83]。
- 8月20日
  - ダイエーは福岡ドームでの対日本ハム21回戦の二回裏、無死満塁の場面で秋山幸二が10号満塁本塁打。さらに1死満塁の好機に小久保裕紀が18号ランニング満塁本塁打。パ・リーグ史上初の1イニング2本の満塁本塁打[84]。
  - 中日の愛甲猛がナゴヤドームでの対広島20回戦に代打で出場し、プロ通算1500試合出場を達成。史上127人目[85]。
- 8月21日 - 横浜の斎藤隆が神宮球場での対ヤクルト19回戦に先発し、プロ通算1000投球回を達成[86]。
- 8月24日 - オリックスは富山市民球場での対日本ハム20回戦に5-2で勝ち、前身の阪急ブレーブスからの通算勝利数が4000勝となる[87]。
- 8月27日 - 巨人の高橋由伸が広島市民球場での対広島22回戦の二回表に32号本塁打を打ち、これがセ・リーグ通算35000本塁打となる[88]。
- 8月29日 - 広島の江藤智が広島市民球場での対巨人24回戦の3回裏に安打を放ち、プロ通算1000安打を達成。史上198人目[89]。
- 8月31日 - 巨人の二岡智宏が東京ドームでの対中日23回戦の六回裏に15号本塁打を打ち、これが球団通算7000本塁打となる[90]。

### 9月
- 9月2日 - 西武の松坂大輔が西武ドームでの対日本ハム24回戦に先発し、高卒新人投手として66年鈴木啓示が記録して以来の1試合15奪三振、62年東映の尾崎行雄以来の毎回奪三振[91]。
- 9月3日 - 大阪ドームでの近鉄対西武22回戦は延長12回10-10の引き分け。パ・リーグ新記録の試合時間5時間19分[92]。近鉄がプロ野球新記録となる5試合連続2桁失点[93]。西武の伊東勤が二回表に中前安打を打ち、プロ通算1500安打を達成[94]。
- 9月7日 - 広島は神宮球場での対ヤクルト20回戦に12-7で勝ち、球団通算3000勝を達成[95]。
- 9月10日 - 巨人の清原和博が甲子園球場での対阪神22回戦の二回表に左中間への打球がスタンドの手すりに当たってグラウンドに跳ね返ったが、本塁打ではなく二塁打と判定される[96]。
- 9月11日 - ロッテの堀幸一が千葉マリンスタジアムでの対オリックス22回戦の七回裏に6号本塁打を打ち、プロ通算100本塁打を達成[97]
- 9月14日
  - 巨人の上原浩治がナゴヤドームでの対中日25回戦に先発し完封で今季18勝目を挙げ、新人投手新記録となる14連勝[98]。
  - 広島のエディ・ディアスが広島市民球場での対ヤクルト23回戦の三回一死一塁の場面で左翼席へ本塁打を打つが、左翼手が捕球したものと勘違いした一塁走者の新井貴浩が二塁から戻ろうとした際、ディアスに追い抜かれ、本塁打が取り消しとなる[99]。
- 9月17日 - 近鉄の山本和範と安部理が今季限りでの現役引退を表明[100]。
- 9月21日
  - 巨人の松井秀喜が東京ドームでの対阪神25回戦の三回裏に38号2点本塁打を打ち、プロ通算200本塁打を達成[101]。
  - ロッテの園川一美が今季限りで現役引退すると表明[102]。
  - 広島の笘篠賢治が今季限りでの現役引退を表明[103]。
- 9月23日 - ダイエーの工藤公康がグリーンスタジアム神戸での対オリックス25回戦の1回裏に藤井康雄から三振を奪い、プロ通算2000奪三振を達成[104]。
- 9月24日 - 広島の大野豊投手コーチと正田耕三内野守備走塁コーチが今季の全日程終了後に退団することを表明。後任には清川栄治二軍投手コーチが一軍に昇格。今季限りで引退する笘篠賢治もコーチに就任[105]。
- 9月25日 - 福岡ダイエーホークスが福岡ドームでの対日本ハム26回戦に5-4で勝ち、西武がグリーンスタジアム神戸での対オリックス26回戦に0-1で敗れたため、前身の南海ホークス時代の1973年以来となる26年ぶりパ・リーグ優勝[106]。
- 9月27日
  - 西武は金村義明に対し戦力外通告。金村は現役引退の意向を明らかにする[107]。
  - 西武はアラン・ジンター、グレッグ・ブロッサ―、バリー・マニュエルに対し戦力外通告[108]。
- 9月28日 - 日本ハム監督の上田利治が辞任。
- 9月29日
  - 日本ハムがエリック・シュールストロムに戦力外通告[109]。
  - 広島の広池浩司が広島市民球場での対阪神25回戦の5回裏に部坂俊之から初打席本塁打を記録。史上40人目[110]。
  - 広島が高橋英樹、山田喜久夫、山根雅仁、宇野雅美、橋本啓、井上煌千を自由契約にすると発表[111]。
- 9月30日 - 中日対ヤクルト26回戦が神宮球場で行われ、中日がヤクルトを5-4で破り、11年ぶりにセ・リーグ優勝を決める[112]。

### 10月
- 10月1日
  - 阪神の大豊泰昭が広島市民球場での対広島27回戦の一回表に二塁打を打ち、球団新記録となる26試合連続安打[113]。
  - ロッテがジョー・クロフォードに戦力外通告[114]。
- 10月2日 - 中日の川上憲伸が横浜スタジアムでの対横浜26回に先発し、7回を投げてセ・リーグ新記録の19被安打、セ・タイの14失点を記録[115]。
- 10月4日 - 巨人の屋鋪要二軍外野守備走塁コーチが辞意を表明[116]。
- 10月5日
  - 巨人の上原浩治が神宮球場での対ヤクルト27回戦に先発して勝利投手となり、1980年の日本ハム・木田勇以来19年ぶりの新人20勝を達成[117]。
  - 巨人が福王昭仁、河野博文、岡田展和、伊藤隆偉、門奈哲寛、織田淳哉、榎康弘、小林聡、大野和哉に戦力外通告。河野、岡田、榎は現役続行を希望。織田はフロント入りが決定[118]。
- 10月6日
  - 西武が田辺徳雄、新谷博に戦力外通告[119]。
  - ヤクルトが辻発彦、小早川毅彦に戦力外通告[120]。
  - 近鉄が大森剛、佐藤裕幸、淵脇芳行、谷内聖樹、中川隆治、田中宏和、平田洋に戦力外通告[121]。
  - オリックスが豊田次郎、丸尾英司、ヒロ（前田浩継）に戦力外通告[122]。
  - 日本ハムが古溝克之、荒井昭吾に戦力外通告[123]。
- 10月7日
  - 日本ハムが石井丈裕、秦真司、徳田吉成に戦力外通告。徳田は日本ハムスカウトに転身。石井、秦は現役続行を希望している[124]。
  - 横浜がアルキメデス・ポゾに戦力外通告[125]。
  - ヤクルトから戦力外通告を受けた辻発彦が今季限りでの現役引退を発表[126]。
- 10月8日
  - 近鉄は大阪市内のホテルで記者会見し、二軍監督の梨田昌孝が新監督に就任したと正式に発表[127]。
  - 阪神がマーク・ジョンソン、福本豊守備走塁コーチの退団を発表[128][129]。
  - 日本ハムが与田剛士に戦力外通告[130]。
  - オリックスがポール・ゴンザレスに戦力外通告[131]。
- 10月12日
  - パ・リーグが全日程を終了[132]。
  - 横浜が畠山準に戦力外通告[133]。
- 10月14日
  - 横浜のロバート・ローズが神宮球場での対ヤクルト26回戦の七回表に左前安打を打ってシーズン191本目の安打となり、1950年の阪神タイガースの藤村富美男が記録したセ・リーグ最多安打に並ぶ[134]。
  - 日本ハムは野球評論家の大島康徳が新監督に就任したと正式に発表[135]。
- 10月15日
  - セ・リーグが全日程を終了[136]。
  - ロッテが小宮山悟に戦力外通告[137]。
- 10月22日 - 阪神が入団テストを受けた前日本ハムの与田剛士、橋上秀樹の合格を発表[138]。
- 10月24日 - 沢村賞の選考が福岡市内のホテルで行われ、巨人の上原浩治を選出[139]。
- 10月28日
  - 日本シリーズ第5戦がナゴヤドームで行われ、ダイエーが中日を6-4で下し4勝1敗として日本一を達成[140]。
  - 阪神が安達智次郎、山村宏樹、中ノ瀬幸泰、中里鉄也に戦力外通告[141]。
- 10月29日 - 中日が南渕時高に戦力外通告[142]。
- 10月30日 - 巨人の石井浩郎とロッテの河本育之の交換トレードを両球団から発表[143]。
- 10月31日
  - 1999年度のプロ野球最優秀選手、最優秀新人、ベストナインを決める記者投票の開票が行われ、最優秀選手にパ・リーグはダイエーの工藤公康、中日の野口茂樹。最優秀新人にパ・リーグは西武の松坂大輔、セ・リーグは巨人の上原浩治が選出される[144]。
  - オリックスの星野伸之がFA宣言を行使[145]。
  - ダイエーの工藤公康がFA宣言を行使[146]。

### 11月
- 11月1日
  - 横浜の佐々木主浩がFA宣言で、メジャーリーグへの移籍を表明[147]。
  - 正力松太郎賞の選考が都内のホテルで行われ、ダイエーの監督の王貞治を選出[148]。
  - 巨人が前西武の田辺徳雄を金銭トレードで獲得したと発表[149]。
- 11月3日 - ヤクルトから戦力外通告を受けた小早川毅彦が現役引退を発表[150]。
- 11月5日 - 中日は音重鎮に対し来季の契約を結ばないと通告[151]。
- 11月18日 - オリックスの鈴木平と中日の岸川登俊・河野亮の交換トレードが成立したとオリックス・中日両球団が正式に発表[152]。
- 11月19日
  - プロ野球ドラフト会議が東京の新高輪プリンスホテルにて開催され、逆指名13選手を含む76名が指名される[153]。
  - プロ野球コミッショナーの川島広守は、ダイエーに対し同球団が17日に表明した日本一となったボーナスとして監督、コーチ、選手に対し総額約1億円を支給する案について野球協約に違反するとして撤回を要請。ダイエーもこれを了承[154]。
- 11月22日 - 中日の宣銅烈が名古屋市のホテルにて記者会見し、今季限りでの現役引退を正式に表明[155]。
- 11月29日 - 阪神はヤクルトからカツノリを金銭トレードで獲得したと発表[156]。
- 11月30日 - 近鉄は12月1日より社名を「近鉄野球株式会社」から「株式会社大阪近鉄バファローズ」に変更すると発表[157]。

### 12月
- 12月1日 - 中日が武田一浩の背番号を18から17に変更したと発表[158]。
- 12月2日
  - 日本ハムが前西武の新谷博と正式契約を結んだと発表。背番号は60[159]。
  - オリックスが前中日の南渕時高、サンティエゴ・パドレスのジョージ・アリアスの入団を発表[160][161]。
- 12月3日 - 阪神は前巨人の広沢克と正式に契約を交わす[162]。
- 12月6日 - 広島からFA宣言した江藤智が2度目の入団交渉を行い契約に合意。20時から記者会見し、入団を正式に表明[163]。
- 12月7日
  - 阪神がFA宣言していたオリックスの星野伸之の入団を発表。背番号は34[164]。また、阪神は入団テストに合格した前日本ハムの与田剛士、橋上秀樹と契約を結んだと発表[165]。
  - ロッテが入団テストに合格した前巨人の河野博文、榎康弘、前日本ハムの本西厚博と契約を結んだと発表[166]。
- 12月14日 - ダイエーからFA宣言した工藤公康が都内のホテルにて記者会見し、巨人への入団を正式に発表[167]。
- 12月17日 - 巨人が前阪神のダレル・メイと仮契約を結んだと発表。背番号は42[168]。
- 12月18日 - 横浜からFA宣言した佐々木主浩は京都市内で記者会見し、メジャーリーグシアトル・マリナーズへの入団が決まったと正式に発表[169]。
- 12月22日
  - ヤクルトが佐藤真一の背番号を00から8に変更したと発表[170]。
  - 広島がドミニカ共和国・カープアカデミー出身のアンヘル・ブリトーと契約したと発表[171]。
- 12月26日 - 横浜が前ロッテの小宮山悟と正式契約を結んだと発表。背番号は27[172]。
- 12月28日 - ヤクルトが統一ライオンズのドナルド・レモンと契約に正式合意したと発表。背番号は33[173]。
- 12月29日 - ロッテがコロラド・ロッキーズのジェフ・バリーの獲得を発表[174]。

## 競技結果

### セントラル・リーグ
| 順位 | 球団               | 勝 | 敗 | 分 | 勝率 | 差   |
| 1位  | 中日ドラゴンズ     | 81 | 54 | 0  | .600 | 優勝 |
| 2位  | 読売ジャイアンツ   | 75 | 60 | 0  | .556 | 6.0  |
| 3位  | 横浜ベイスターズ   | 71 | 64 | 0  | .526 | 10.0 |
| 4位  | ヤクルトスワローズ | 66 | 69 | 0  | .489 | 15.0 |
| 5位  | 広島東洋カープ     | 57 | 78 | 0  | .422 | 24.0 |
| 6位  | 阪神タイガース     | 55 | 80 | 0  | .407 | 26.0 |

### パシフィック・リーグ
| 順位 | 球団                       | 勝 | 敗 | 分 | 勝率 | 差   |
| 1位  | 福岡ダイエーホークス       | 78 | 54 | 3  | .591 | 優勝 |
| 2位  | 西武ライオンズ             | 75 | 59 | 1  | .560 | 4.0  |
| 3位  | オリックス・ブルーウェーブ | 68 | 65 | 2  | .511 | 10.5 |
| 4位  | 千葉ロッテマリーンズ       | 63 | 70 | 2  | .474 | 15.5 |
| 5位  | 日本ハムファイターズ       | 60 | 73 | 2  | .451 | 18.5 |
| 6位  | 大阪近鉄バファローズ       | 54 | 77 | 4  | .412 | 23.5 |

### 日本シリーズ
| 日付                                        | 試合   | ビジター球団（先攻） | スコア | ホーム球団（後攻）   | 開催球場     |
| ------------------------------------------- | ------ | -------------------- | ------ | -------------------- | ------------ |
| 10月23日（土）                              | 第1戦  | 中日ドラゴンズ       | 0 - 3  | 福岡ダイエーホークス | 福岡ドーム   |
| 10月24日（日）                              | 第2戦  | 中日ドラゴンズ       | 8 - 2  | 福岡ダイエーホークス | 福岡ドーム   |
| 10月25日（月）                              | 移動日 | 移動日               | 移動日 | 移動日               | 移動日       |
| 10月26日（火）                              | 第3戦  | 福岡ダイエーホークス | 5 - 0  | 中日ドラゴンズ       | ナゴヤドーム |
| 10月27日（水）                              | 第4戦  | 福岡ダイエーホークス | 3 - 0  | 中日ドラゴンズ       | ナゴヤドーム |
| 10月28日（木）                              | 第5戦  | 福岡ダイエーホークス | 6 - 4  | 中日ドラゴンズ       | ナゴヤドーム |
| 優勝：福岡ダイエーホークス（35年ぶり3回目） |        |                      |        |                      |              |

| 順位 | 球団               | 勝 | 敗 | 分 | 勝率 | 差   |
| 1位  | 中日ドラゴンズ     | 81 | 54 | 0  | .600 | 優勝 |
| 2位  | 読売ジャイアンツ   | 75 | 60 | 0  | .556 | 6.0  |
| 3位  | 横浜ベイスターズ   | 71 | 64 | 0  | .526 | 10.0 |
| 4位  | ヤクルトスワローズ | 66 | 69 | 0  | .489 | 15.0 |
| 5位  | 広島東洋カープ     | 57 | 78 | 0  | .422 | 24.0 |
| 6位  | 阪神タイガース     | 55 | 80 | 0  | .407 | 26.0 |

| 順位 | 球団                       | 勝 | 敗 | 分 | 勝率 | 差   |
| 1位  | 福岡ダイエーホークス       | 78 | 54 | 3  | .591 | 優勝 |
| 2位  | 西武ライオンズ             | 75 | 59 | 1  | .560 | 4.0  |
| 3位  | オリックス・ブルーウェーブ | 68 | 65 | 2  | .511 | 10.5 |
| 4位  | 千葉ロッテマリーンズ       | 63 | 70 | 2  | .474 | 15.5 |
| 5位  | 日本ハムファイターズ       | 60 | 73 | 2  | .451 | 18.5 |
| 6位  | 大阪近鉄バファローズ       | 54 | 77 | 4  | .412 | 23.5 |

#### 日本シリーズ
| 日付                                        | 試合   | ビジター球団（先攻） | スコア | ホーム球団（後攻）   | 開催球場     |
| ------------------------------------------- | ------ | -------------------- | ------ | -------------------- | ------------ |
| 10月23日（土）                              | 第1戦  | 中日ドラゴンズ       | 0 - 3  | 福岡ダイエーホークス | 福岡ドーム   |
| 10月24日（日）                              | 第2戦  | 中日ドラゴンズ       | 8 - 2  | 福岡ダイエーホークス | 福岡ドーム   |
| 10月25日（月）                              | 移動日 | 移動日               | 移動日 | 移動日               | 移動日       |
| 10月26日（火）                              | 第3戦  | 福岡ダイエーホークス | 5 - 0  | 中日ドラゴンズ       | ナゴヤドーム |
| 10月27日（水）                              | 第4戦  | 福岡ダイエーホークス | 3 - 0  | 中日ドラゴンズ       | ナゴヤドーム |
| 10月28日（木）                              | 第5戦  | 福岡ダイエーホークス | 6 - 4  | 中日ドラゴンズ       | ナゴヤドーム |
| 優勝：福岡ダイエーホークス（35年ぶり3回目） |        |                      |        |                      |              |

#### 個人タイトル
|                                               | セントラル・リーグ | セントラル・リーグ | セントラル・リーグ | パシフィック・リーグ | パシフィック・リーグ | パシフィック・リーグ |
| タイトル                                      | 選手               | 球団               | 成績               | 選手                 | 球団                 | 成績                 |
| --------------------------------------------- | ------------------ | ------------------ | ------------------ | -------------------- | -------------------- | -------------------- |
| 最優秀選手                                    | 野口茂樹           | 中日               |                    | 工藤公康             | ダイエー             |                      |
| 最優秀新人                                    | 上原浩治           | 巨人               |                    | 松坂大輔             | 西武                 |                      |
| 首位打者                                      | R.ローズ           | 横浜               | .369               | イチロー             | オリックス           | .343                 |
| 本塁打王                                      | R.ペタジーニ       | ヤクルト           | 44本               | T.ローズ             | 近鉄                 | 40本                 |
| 打点王                                        | R.ローズ           | 横浜               | 153点              | T.ローズ             | 近鉄                 | 101点                |
| 最多安打                                      | R.ローズ           | 横浜               | 192本              | 松井稼頭央           | 西武                 | 178本                |
| 盗塁王                                        | 石井琢朗           | 横浜               | 39個               | 松井稼頭央           | 西武                 | 32個                 |
| 最高出塁率                                    | R.ペタジーニ       | ヤクルト           | .469               | イチロー             | オリックス           | .412                 |
| 最優秀防御率                                  | 上原浩治           | 巨人               | 2.09               | 工藤公康             | ダイエー             | 2.38                 |
| 最多勝利                                      | 上原浩治           | 巨人               | 20勝               | 松坂大輔             | 西武                 | 16勝                 |
| 最多奪三振                                    | 上原浩治           | 巨人               | 179個              | 工藤公康             | ダイエー             | 196個                |
| 最高勝率                                      | 上原浩治           | 巨人               | .833               | 篠原貴行             | ダイエー             | .933                 |
| 最優秀救援投手                                | 高津臣吾           | ヤクルト           | 31SP               | B.ウォーレン         | ロッテ               | 31SP                 |
| 最優秀中継ぎ投手（セ） 最多ホールド投手（パ） | 岩瀬仁紀           | 中日               | 28.15RP            | 藤井将雄             | ダイエー             | 26H                  |

#### ベストナイン
|          | セントラル・リーグ | セントラル・リーグ | パシフィック・リーグ | パシフィック・リーグ |
| 守備位置 | 選手               | 球団               | 選手                 | 球団                 |
| -------- | ------------------ | ------------------ | -------------------- | -------------------- |
| 投手     | 上原浩治           | 巨人               | 松坂大輔             | 西武                 |
| 捕手     | 古田敦也           | ヤクルト           | 城島健司             | ダイエー             |
| 一塁手   | R.ペタジーニ       | ヤクルト           | 小笠原道大           | 日本ハム             |
| 二塁手   | R.ローズ           | 横浜               | 金子誠               | 日本ハム             |
| 三塁手   | L.ゴメス           | 中日               | 中村紀洋             | 近鉄                 |
| 遊撃手   | 石井琢朗           | 横浜               | 松井稼頭央           | 西武                 |
| 外野手   | 松井秀喜           | 巨人               | イチロー             | オリックス           |
| 外野手   | 関川浩一           | 中日               | T.ローズ             | 近鉄                 |
| 外野手   | 高橋由伸           | 巨人               | 谷佳知               | オリックス           |
| 指名打者 |                    |                    | P.クラーク           | 近鉄                 |

## 誕生
1999年の野球を参照

## 死去
1999年の野球を参照